# ناکیش‌لی (گرگر)
ناکیش‌لی (به ترکی استانبولی: Nakışlı) (به کردی: Horiyan) یک منطقهٔ مسکونی کردنشین در ترکیه است که در گرگر، آدیامان واقع شده‌است.